# Salehurst and Robertsbridge
Salehurst and Robertsbridge is een civil parish in het bestuurlijke gebied Rother, in het Engelse graafschap East Sussex met 2728 inwoners.